# Terrance Cauthen
Terrance "Heat" Cauthen, född 14 maj 1976 i Trenton, New Jersey, USA, är en amerikansk boxare som tog OS-brons i lättviktsboxning 1996 i Atlanta. Samma år påbörjade Cauthen sin proffskarriär.